# House (操作系统)

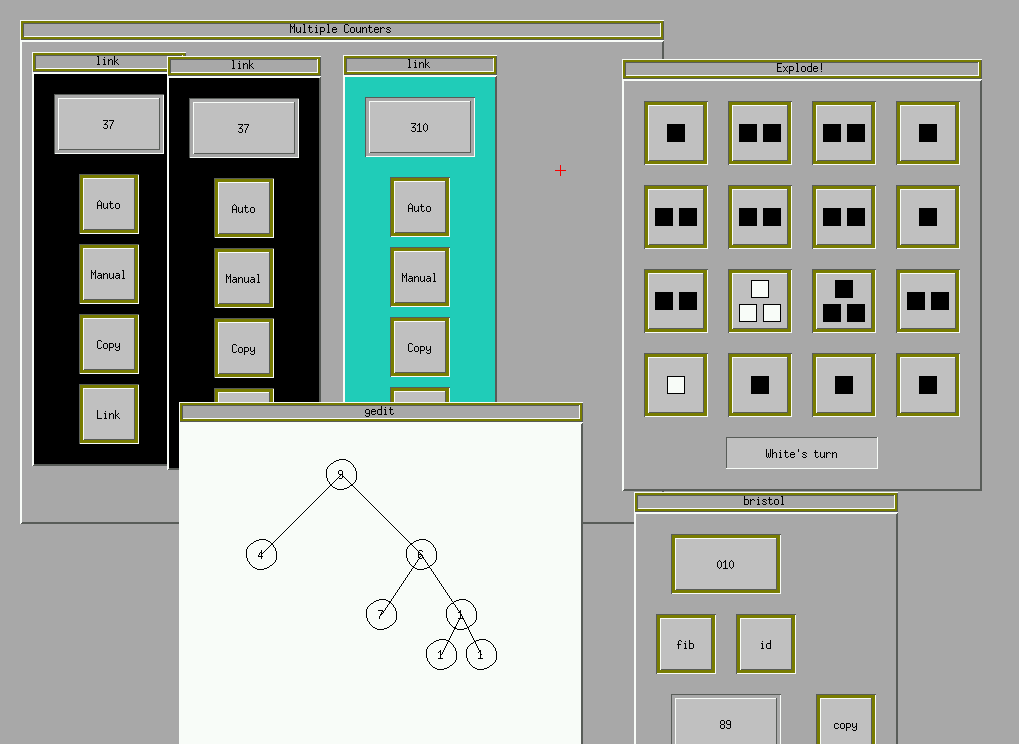

House（全称 Haskell User's Operating System and Environment，翻译：Haskell 用户操作系统及环境）是一个以 Haskell 语言编写的实验性的开源系统。其目的是使用函数式编程编写操作系统。 
其包含一GUI界面、数个测试程序，并包含网络协议栈以提供以太网、IPv4、ARP、DHCP、ICMP（Ping）、TFTP和TCP的支持。

## 额外链接
- House（页面存档备份，存于） 的官方网站
- House的技术文档（页面存档备份，存于）